# Подврх (Гореня вас-Поляне)
Подврх (словен. Podvrh) — поселення в общині Гореня вас-Поляне, Горенський регіон, Словенія. Висота над рівнем моря: 906,7 м.